# Bandevouri
Bandevouri ou Bandewouri est un village du Cameroun situé dans la région du Sud et le département de l'Océan. Il fait partie de la commune de Lokoundjé et se trouve à 44 km de Kribi, sur la route qui relie Kribi à Lolodorf.

## Population
En 1966, la population était de 332 habitants. Lors du recensement de 2005, le village comptait 642 habitants dont 290 hommes et 252 femmes, principalement des Fangs.